# 1962年の日本の女性史
本項目1962年の日本の女性史（1962ねんのにほんのじょせいし）では、1962年（昭和37年）の日本における女性に関するできごとを時系列的に挙げる。参考文献は日本の女性史年表を参照のこと。
本項目は歴史研究としての女性史ではなく、日本における女性に関するできごとをある体系に基づいて述べようとするものではない。

## 1～3月
- 2月1日 四日市市、56歳以上の高齢者・8年以上勤続の有配偶の女子職員に退職勧奨、該当136人。
- 2月17日 全関西物価値上げ反対婦人大会
- 2月26日 野村證券本社ビルより同社キーパンチャー飛び降り自殺、職業病を苦に。

この事件により、キーパンチャー病がキーパンチャーの職業病として世間に知られるようになった。
- 2月26日 国立療養所神奈川病院看護婦、勤務評定・労働強化に耐えられず集団辞職。
- 3月6日 地婦連、米の大気圏内核実験再開に関する抗議文をアメリカ大使館に提出。
- 3月7日 昭和女子大学不当処分反対共闘会議、退学・解雇反対で駅頭署名。6月29日 昭和女子大生、学生退学・講師罷免に抗議して座り込み。この頃、杉村春子・丸岡秀子・宇野重吉ら7人の発起人で、昭和女子大生の人権を守る署名を呼びかけ。

前年1961年11月8日に政治的暴力行為防止法（政暴法）案反対署名運動により登校停止となった昭和女子大学生2名がこの年2月には退学処分を受け、彼女達を応援した講師 (教育)に解雇通知が出されて、同月、地位保全の仮処分申請が出された。
1963年11月2日 東京地方裁判所で退学処分無効の判決。1967年4月6日 東京高等裁判所で大学側勝訴の判決、講師の復職を認める和解成立。1974年7月19日 最高裁判所で退学処分は違法と判決。
この問題は社会的関心を集め、国会では学則と憲法の優先性について議論された。
- 3月8日 国際婦人デー中央集会、1300人参加、全国各地でも集会
- 3月8日-4月16日 第9回婦人月間、テーマ「豊かな生活・働く婦人の権利の確立・完全軍縮」
- 3月13日 物価値上げ反対・高校全入を要求する主婦の請願大集会、参加2500人
- 3月18-19日 婦人の単一組織をつくるための全国代表者会議、43都道府県80人が参加。
- 3月19日-4月6日 国連婦人の地位委員会第16回会議、日本代表谷野せつ、「男女同一労働同一賃金」に関する決議案に賛成投票。

しかし、7月10日に行われた国連経済社会理事会社会委員会での同決議の投票で、日本代表である外務省は投票に参加せず棄権。両委員会での日本のこのような異なった評決態度は国連で問題視された
- 3月22-24日 全国婦人教育研究集会、文部省主催。テーマ「これからの婦人教育は社会の動きに対して何をめざし、どのように行わなければならないか」
- 3月23日 鐘紡（現・クラシエホールディングス）淀川工場の女子労働者、急病で寮に帰れなかったことを無断外泊とされ、選挙権・発言権が奪われたとして人権擁護委員会へ訴え。
- 3月23-26日 軍縮のための世界婦人集会、ウィーンで、日本代表17人出席

## 4～6月
- 4月1日 学習指導要領改定、中学校の教育内容が全面的に改定、教育内容を男女別に区分け。

技術科・家庭科が新設され、男子は木工・金工・製図・機械・電気を、女子は調理・裁縫・保育・家具の手入れ・修理を習得。
- 4月4日 建物の区分所有法公布、夫婦で居住する家屋の半分は妻の所有権に。
- 4月5日 主婦連、「不当景品類及び不当表示防止法」の成立めざし運動開始。

5月4日 家庭用品品質表示法公布、5月15日 不当景品類及び不当表示防止法公布
- 4月9-10日 第3回全国婦人の集い、全国労働組合同盟（全労）青年婦人部・日本婦人教室など主催、「価格はどこできまり、物価はなぜ上がるか…経済のしくみと私達のくらし」
- 4月10日 総評主婦の会旭会結成、大阪における初の主婦の会
- 4月14日 日本婦人会議結成、議長団松岡洋子・田中寿美子・高田なお子ら。社会党の提唱により単一の婦人組織として誕生。
- 4月14日 婦人問題懇話会設立、山川菊栄・田中寿美子ら
- 4月15-16日 第7回はたらく婦人の中央集会、2500人参加、合理化・職業病問題が焦点。臨時工問題も。
- 4月18日 ソニー、労働組合活動に関心をもつ見習女子労働者を精神病と診断して解雇。労働組合、新入社員の組合加入を阻止する意図と抗議して人権擁護委員会に提訴。

1964年5月 横浜地方裁判所、原職復帰を認める。
- 4月19日、26日 人権を守る婦人協議会、アメリカ大使館へ核実験中止要求
- 4月26日 原水禁（原水爆禁止日本国民会議）母の会など、アメリカの核実験再開に抗議して数寄屋橋で座り込み。
- 4月- 厚生省、保育所に産休代替要員制度実施
- 4月- 労働者クラブ保育所、東京、産休あけからの0歳児保育を開始
- 5月8-21日 家族法における婦人の地位に関する国連人権セミナー、国際連合主催、東京で。
- 5月14日 軍縮婦人集会準備会代表、米・フランス大使館および政府に核実験即時禁止を訴える。
- 5月- 東京都学童保育連絡協議会発足。この頃より学童保育・0歳児保育要求高まる。
- 5月- 全電通（現・NTT労働組合）近畿支部、個人別のパンチ能率を管理測定する時間記録表であるノルマ表を廃止させる。
- 6月1日 日本生命、寡婦年金給付特約「ニッセイ・シルバー特約」を発売。
- 6月6日 石川県議会議員駒井しづ、自民党員、県議会副議長に選出、全国で初の婦人県会副議長。
- 6月14日 核実験・物価値上げ反対全国母親集会、母親連絡会主催、米大使館・経済企画庁へ陳情。

## 7～9月
- 7月1日 厚生省、妊娠中毒症対策として助産師・保健婦の家庭訪問指導を開始。
- 7月1日 参議院議員通常選挙、婦人9人当選、全国区7・地方区2、投票率女66.51％、男79.07％

NHKテレビ「私は誰でしょう」の出演者藤原あき、全国区で116万5000票のトップ当選、タレント議員といわれた。
- 7月2日 母親連絡会、学力テスト中止・高校全員入学対策につき文部大臣に会見を申入れて拒否される。
- 7月9-14日 完全軍縮と平和のための世界大会、モスクワで、石井あや子ら9人出席
- 7月10日 国連経済社会理事会社会委員会、男女平等の賃金支払い勧告案を可決
- 7月22日 実践女子学園中学校・高等学校生徒、学園問題に対する警察の介入に反対して逮捕された教師の即時釈放を決議。 9月1日 1500人の女生徒、教員解雇に反対して学校・警察に抗議の集会
- 7月30日 電気化学工業、労働組合に800人の人員整理案を提示

整理基準(1)30歳以上の婦人、(2)共働きの場合は30歳以下の婦人も対象、(3)精神的・肉体的に作業能力の劣るもの
- 7月- 髙島屋、ピエール・カルダンと婦人服オートクチュールで提携。

- 8月1日 婦人少年局、女子保護の概況について新聞発表

女子労働者の内に占める有夫者の割合21.7％に増加、1961年度中の妊娠・分娩による退職者は妊産婦の46％、小規模事業場ほど退職者の割合が高い。
- 8月10日 大阪地方裁判所、呉羽紡績（現・東洋紡績）転勤命令事件で「別居にともなう精神的・経済的苦痛は社会通念に照らし、これを忍ばねばならない」と共働き夫妻の訴えをしりぞける 8.10

呉羽紡績大阪本社に勤務する男女が職場結婚したが、夫が名古屋支店へ配転させられ、大阪勤務の妻と共に、転勤命令は不当労働行為であると提訴していた。
- 8月21-22日 全炭鉱主婦連合会第8回定期総会、エネルギー政策転換に伴う鉱山の閉山・廃坑に対する主婦会活動を模索。
- 8月19-20日 第8回日本母親大会、京都・大阪で、2万人参加。保育所設置・高校全入・物価値下げなど決議。核実験禁止協定の締結を求める大会宣言を採択。
- 8月- 全日本損害保険労働組合（全損保）、職業病に関するアピール大会、東京で。運動方針にパンチャー・タイピストに関する統一要求

- 9月3日 主婦連、クリーニングなどに最低料金撤廃を陳情。

9月13日 消費者団体連合会、高い理容・美容・クリーニング料金について意見交換。
- 9月6日 日朝婦人の懇談会、母親連絡会など婦人団体参加
- 9月27-28日 地婦連、被爆者救援運動として第1回平和バザーを広島市で開催。
- 9月28日 全国母子健康センター連合会（現・全国保健センター連合会）発足
- 9月28-29日 憲法調査会中央公聴会、公述人として出席の植村環・西清子、平和憲法擁護を訴える
- 9月30日-10月15日 全国農協婦人団体連絡協議会(農婦協)代表、ソ連消費協同組合婦人委員会の招きにより訪ソ。

## 10～12月
- 10月11日 国鉄家族会全国連合会結成。各地の国鉄労働組合婦人家族補助組合が連合して結成。
- 10月13日 「開拓母の像」除幕式。北海道の開拓を支えた全ての母に感謝して北海道農協婦人部連絡協議会が建立。
- 10月19日 新日本婦人の会（新婦人）結成。平塚らいてう、いわさきちひろ等の呼びかけ。女性で構成される社会運動団体で会員数20万人。
- 10月30日 文部省、家庭教育専門研究会を設置、会長牛島義友
- 11月2日 婦選会館設立、理事長市川房枝
- 11月2日 売春対策国民協議会、自民党小泉純也代議士の「赤線を復活してはどうか」という意味の発言に、公開質問状で抗議。
- 11月7日 婚姻の同意・最低年齢及び登録に関する条約、第17回国連総会で採択
- 11月10日 消費者米価・諸物価値上げに反対する中央婦人大会、4000人参加
- 11月12日 中央産業教育審議会「高等学校家庭教育の振興方策」について建議、男女の特性に応じた教育の必要性と家庭の管理はその特性上女子の仕事であるとの立場を明確に。
- 11月20日 全日本損害保険労働組合（全損保）大正火災（現・三井住友海上火災保険）支部、タイピスト等の職業病罹病者の通院費・初診料など全額会社負担を認めさせる。
- 11月27日 地婦連、結成10周年記念全国地域婦人大会、文部省後援
- 12月1日 全繊同盟（現・UIゼンセン同盟）、冬期における母体保護のため「婦人健康月間」実施
- 12月5日 北海道・東北6県「主婦農業」問題対策研究大会、農業労働が主婦の肩にかかる現状で、どのように農村の近代化を進めて行くかがテーマ
- 12月11日 国際社会民主婦人会議のアジア視察団来日。

12月13日 視察団を囲む主婦の懇談会 12月16日 東北婦人の集い
- 12月12日 特選米をためす会、総評主婦の会・日本婦人会議共催
- 12月26日 名古屋地方裁判所、交通事故にかかる損害賠償請求訴訟で入院中の家族の看護にあたった主婦が主婦労働に従事できなかった期間の損害賠償を認める。

## この年
- 女子の大学・短大進学率7.4％　大学文学部における女子学生の比率、全国で37％、学習院大89％、青山学院大87％、成城大79％
- 女子雇用者激増、増加率は男子を上まわる。主婦のパートタイム就労増え始める。
- この夏、女性にムームー・カンカンドレス大流行
- 地方から都市への出稼ぎ盛ん、”かあちゃん農業”
- 農村の跡継ぎ問題深刻化、結婚難・嫁飢饉
- 中性洗剤有害問題　1月10日　東京都衛生研究所臨床試験部長柳沢文正、中性洗剤を使い続けると肝臓や皮膚を侵される恐れありと指摘、しかし、11月4日 厚相の諮問機関である食品衛生調査会は常識的な使い方なら無害と厚相に答申。柳沢文正は東京都衛生局長から中性洗剤の毒性研究の中止を命令され、後、退職に追い込まれた。